# Папа Јован XV
Папа Јован XV (лат. Ioannes XV; Рим - Рим, март 996) је био 137. папа од 0985-08. до 0996-03.